# Natație la Jocurile Olimpice de vară din 2024
Probele sportive de natație la Jocurile Olimpice de vară din 2024 au avut loc între 27 iulie și 4 august 2024 la Paris La Défense Arena din Paris. Cele două probe de maraton au avut loc în aer liber la 8-9 august 2024 la Pont Alexandre III. Cele 37 de probe sportive sunt împărțite între 18 probe feminine, 18 masculine și una de ștafetă mixt.

## Clasament pe medalii
| Loc   | Țară                       | Aur | Argint | Bronz | Total |
| ----- | -------------------------- | --- | ------ | ----- | ----- |
| 1     | Statele Unite ale Americii | 8   | 13     | 7     | 28    |
| 2     | Australia                  | 7   | 9      | 3     | 19    |
| 3     | Franța                     | 4   | 1      | 2     | 7     |
| 4     | Canada                     | 3   | 2      | 3     | 8     |
| 5     | Ungaria                    | 3   | 1      | 1     | 5     |
| 6     | China                      | 2   | 3      | 7     | 12    |
| 7     | Italia                     | 2   | 1      | 3     | 6     |
| 8     | Suedia                     | 2   | 0      | 0     | 2     |
| 9     | Marea Britanie             | 1   | 4      | 0     | 5     |
| 10    | Germania                   | 1   | 1      | 1     | 3     |
| 11    | Africa de Sud              | 1   | 1      | 0     | 2     |
| 12    | Irlanda                    | 1   | 0      | 2     | 3     |
| 12    | Olanda                     | 1   | 0      | 2     | 3     |
| 14    | România                    | 1   | 0      | 1     | 2     |
| 15    | Grecia                     | 0   | 1      | 0     | 1     |
| 15    | Japonia                    | 0   | 1      | 0     | 1     |
| 17    | Hong Kong                  | 0   | 0      | 2     | 2     |
| 18    | Coreea de Sud              | 0   | 0      | 1     | 1     |
| 18    | Elveția                    | 0   | 0      | 1     | 1     |
| Total | Total                      | 37  | 37     | 37    | 111   |

## Rezultate

### Masculin
b Înotători care au participat doar în serii și au primit medalii.

### Feminin
| Probă sportivă | Aur | Aur            | Argint | Argint      | Bronz | Bronz       |
| 50 m liber detalii | Sarah Sjöström · Suedia (SWE) | 23,71          | Meg Harris · Australia (AUS) | 23,97       | Zhang Yufei · China (CHN) | 24,20       |
| 100 m liber detalii | Sarah Sjöström · Suedia (SWE) | 52,16          | Torri Huske · Statele Unite ale Americii (USA) | 52,29       | Siobhán Haughey · Hong Kong (HKG) | 52,33       |
| 200 m liber detalii | Mollie O'Callaghan · Australia (AUS) | 1:53,27 RO     | Ariarne Titmus · Australia (AUS) | 1:53,81     | Siobhán Haughey · Hong Kong (HKG) | 1:54,55     |
| 400 m liber detalii | Ariarne Titmus · Australia (AUS) | 3:57,49        | Summer McIntosh · Canada (CAN) | 3:58,,37    | Katie Ledecky · Statele Unite ale Americii (USA)                                                                                                   | 4:00,86     |
| 800 m liber detalii | Katie Ledecky · Statele Unite ale Americii (USA) | 8:11,04        | Ariarne Titmus · Australia (AUS) | 8:12,29 RC  | Paige Madden · Statele Unite ale Americii (USA) | 8:13,00     |
| 1500 m liber detalii | Katie Ledecky · Statele Unite ale Americii (USA) | 15:30,02 RO    | Anastasiya Kirpichnikova · Franța (FRA) | 15:40,35 RN | Isabel Marie Gose · Germania (GER) | 15:41,16 RN |
| | |                | |             | |             |
| 100 m spate detalii | Kaylee McKeown · Australia (AUS) | 57,33 RO, RC   | Regan Smith · Statele Unite ale Americii (USA) | 57,66       | Katharine Berkoff · Statele Unite ale Americii (USA)                                                                                               | 57,98       |
| 200 m spate detalii | Kaylee McKeown · Australia (AUS) | 2:03,73 RO     | Regan Smith · Statele Unite ale Americii (USA) | 2:04,26     | Kylie Masse · Canada (CAN) | 2:05,57     |
| | |                | |             | |             |
| 100 m bras detalii | Tatjana Smith · Africa de Sud (RSA) | 1:05,28        | Tang Qianting · China (CHN) | 1:05,54     | Mona McSharry · Irlanda (IRL) | 1:05,59     |
| 200 m bras detalii | Kate Douglass · Statele Unite ale Americii (USA) | 2:19,24 RC     | Tatjana Smith · Africa de Sud (RSA) | 2:19,60     | Tes Schouten · Olanda (NED) | 2:21,05     |
| | |                | |             | |             |
| 100 m fluture detalii | Torri Huske · Statele Unite ale Americii (USA) | 55,59          | Gretchen Walsh · Statele Unite ale Americii (USA) | 55,63       | Zhang Yufei · China (CHN) | 56,21       |
| 200 m fluture detalii | Summer McIntosh · Canada (CAN) | 2:03,03 RO, RC | Regan Smith · Statele Unite ale Americii (USA) | 2:03,84 RN  | Zhang Yufei · China (CHN) | 2:05,09     |
| | |                | |             | |             |
| 200 m mixt detalii | Summer McIntosh · Canada (CAN) | 2:06,56 RO, RN | Kate Douglass · Statele Unite ale Americii (USA) | 2:06,92     | Kaylee McKeown · Australia (AUS) | 2:08,08     |
| 400 m mixt detalii | Summer McIntosh · Canada (CAN) | 4:27,71        | Katie Grimes · Statele Unite ale Americii (USA) | 4:33,40     | Emma Weyant · Statele Unite ale Americii (USA) | 4:34,93     |
| | |                | |             | |             |
| 4x100 m liber detalii | Australia · Mollie O'Callaghan (52,24) · Shayna Jack (52,35) · Emma McKeon (52,39) · Meg Harris (51,94) · Olivia Wunsch[b] · Bronte Campbell[b]                                                        | 3:28,92 RO     | Statele Unite ale Americii · Kate Douglass (52,98) · Gretchen Walsh (52,55) · Torri Huske (52,06) · Simone Manuel (52,61) · Abbey Weitzeil[b] · Erika Connolly[b]                             | 3:30,20 AM  | China · Yang Junxuan (52,48) · Cheng Yujie (52,76) · Zhang Yufei (52,75) · Wu Qingfeng (52,31) · Yu Yiting[b]                                      | 3:30.30 AS  |
| 4x200 m liber detalii | Australia · Mollie O'Callaghan (1:53,52) · Lani Pallister (1:55,61) · Brianna Throssell (1:56,00) · Ariarne Titmus (1:52,95) · Jamie Perkins[b] · Shayna Jack[b]                                       | 7:38,08 RO     | Statele Unite ale Americii · Claire Weinstein (1:54,88) · Paige Madden (1:55,63) · Katie Ledecky (1:54,93) · Erin Gemmell (1:55,40) · Anna Peplowski[b] · Simone Manuel[b] · Alex Shackell[b] | 7:40,86     | China · Yang Junxuan (1:54,52) · Li Bingjie (1:55,05) · Ge Chutong (1:57,45) · Liu Yaxin (1:55,32) · Tang Muhan[b] · Kong Yaqi[b]                  | 7:42,34     |
| | |                | |             | |             |
| 4x100 m mixt ștafetă detalii | Statele Unite ale Americii · Regan Smith (57,28) RO · Lilly King (1:04,90) · Gretchen Walsh (55,03) · Torri Huske (52,42) · Katharine Berkoff[b] · Emma Weber[b] · Alex Shackell[b] · Kate Douglass[b] | 3:49,63 RM     | Australia · Kaylee McKeown (57,72) · Jenna Strauch (1:07,31) · Emma McKeon (56,25) · Mollie O'Callaghan (51,83) · Iona Anderson[b] · Ella Ramsay[b] · Alexandria Perkins[b] · Meg Harris[b]   | 3:53,11     | China · Wan Letian (59,81) · Tang Qianting (1:05,79) · Zhang Yufei (55,52) · Yang Junxuan (52,11) · Wang Xue'er[b] · Yu Yiting[b] · Wu Qingfeng[b] | 3:53,23     |
| | |                | |             | |             |
| 10 km maraton detalii | Sharon van Rouwendaal · Olanda (NED) | 2:03:34,2      | Moesha Johnson · Australia (AUS) | 2:03:39,7   | Ginevra Taddeucci · Italia (ITA) | 2:03:42,8   |
| RA Record african \| AM Record american \| AS Record asiatic \| RE Record european \| OC Record al zonei Oceania \| RO Record olimpic \| RM Record mondial RN Record național\| SA Record sud-american | |                | |             | |             |

b Înotătoare care au participat doar în calificări, dar care au primit medalii.

### Mixt
c Înotătoare care au participat doar în calificări, dar care au primiu medalii.